# Izotropija
Izotropija je svojstvo nekih kemijskih tvari da u svim smjerovima imaju jednaka fizikalna svojstva. Tako je na primjer deformacija izotropnih elastičnih materijala jednakih (po Hookeovu zakonu) u svim smjerovima, optički izotropni materijali provode svjetlost u svim smjerovima jednako i tako dalje. Izotropne tvari obično su plinovi i tekućine te materijali nekristalne građe važni u tehnologiji: amorfni poluvodiči, polimerni materijali i staklo. U filozofiji znanosti, za matematičko-logički pojam izotropnog i homogenoga prostora zaslužan je B. Russell, a korijeni takvim formulacijama leže u fizikalnoj i matematičkoj teoriji prostora Frane Petrića.

## Hookeov zakon
Ako je šipka ili štap od nekog elastičnog materijala, onda i nju možemo promatrati kao oprugu. Šipka ima duljinu L i poprečni presjek A. Ako šipku razvlačimo s nekom silom F, onda u njoj nastaje naprezanje σ, koje se opire vanjskoj sili. Tada Hookeov zakon možemo pisati u drugom obliku:
{\displaystyle \sigma =E\cdot \varepsilon }
ili
{\displaystyle \Delta L={\frac {F}{E\cdot A}}\cdot L={\frac {\sigma }{E}}\cdot L}
gdje je: σ – naprezanje u šipki ili štapu (N/mm2), E – Youngov modul elastičnosti (N/mm2), ε – omjer produljenja šipke ili štapa i njene duljine (bez dimenzije ili ΔL / L), L – duljina štapa, ΔL - produljenje šipke ili štapa (mm), F – sila koja produljuje šipku ili štap (N), A – poprečni presjek šipke ili štapa (mm2)
Hookeov zakon vrijedi samo u određenom području nekog materijala, koje se naziva elastično područje. Za čelik je elastično područje sve do granice razvlačenja ili gdje ta granica nije jasno određena, do granice plastičnosti koja je određena onim naprezanjem pri kojem nastaje trajno produljenje od 0,2% prvobitne dužine šipke ili štapa. Ovo naprezanje nosi oznaku σ0,2.

## Anizotropija
Anizotropija (grč. ἄνıσος: nejednak) je osobitost nekog sredstva da njegova fizikalna svojstva poprimaju različite vrijednosti za različite smjerove. Anizotropne su mnoge krute tvari: monokristali elemenata i spojeva, polikristali kojih zrna nisu potpuno nasumce usmjerena, drvo, vlaknaste tvari i tako dalje. Fizikalna svojstva anizotropnih kristala jesu elastičnost, električna vodljivost (kositar pokazuje veliku električnu otpornost za prolaz električne struje u jednome smjeru, a malu u drugome), optička gustoća (različita brzina svjetlosti u različitim smjerovima kod kalcita), magnetizacija (kubično željezo lako je magnetizirati u smjeru nekog od triju bridova). Anizotropija se može i umjetno izazvati. Optičku anizotropiju pokazuje izotropno staklo izloženo mehaničkom naprezanju (tlačenju ili rastezanju; Thomas Johan Seebeck, 1813.) kao i većina tekućina u električnom polju (John Kerr, 1875.).